# Guvernoratul Quneitra
Guvernoratul Quneitra (în arabă: مُحافظة القنيطرة, Muḥāfaẓat Al-Qunayṭrah) este un guvernorat în partea sud-vestică a Siriei. Pe teritoriul guvernoratului se află Înălțimile Golan. Capitala guvernoratului este orașul Quneitra.